# 阿尔德亚达维拉德拉里韦拉
阿尔德亚达维拉德拉里韦拉，是西班牙卡斯蒂利亚-莱昂萨拉曼卡省的一个市镇。 总面积46平方公里，总人口1540人（2001年），人口密度33人/平方公里。